# Marie-Luise Recker
Marie-Luise Recker (* 6. Oktober 1945 in Osnabrück) ist eine deutsche Historikerin.
Marie-Luise Recker studierte Geschichte und Romanistik an der Westfälischen Wilhelms-Universität in Münster und wurde 1974 mit der Studie England und der Donau-Raum 1919–1929. Probleme einer europäischen Nachkriegsordnung promoviert. Sie habilitierte sich 1983 an der Universität Münster mit einer Arbeit zur Nationalsozialistischen Sozialpolitik im Zweiten Weltkrieg und war dort von 1984 bis 1989 Professorin. Seit 1990 hatte Recker an der Universität Frankfurt am Main den Lehrstuhl für Neueste Geschichte inne. Inzwischen ist sie emeritiert.
Reckers Forschungsschwerpunkte sind unter anderem die britische Außenpolitik, die Geschichte des „Dritten Reiches“ und die Parlamentarismusgeschichte. Sie ist Vorsitzende der Frankfurter Historischen Kommission und Autorin von Band 8 der Enzyklopädie deutscher Geschichte zum Thema Die Außenpolitik des Dritten Reiches. Von 2012 bis 2018 war sie Vorsitzende der Kommission für Geschichte des Parlamentarismus und der politischen Parteien. Im Kollegjahr 2001/2002 war sie Forschungsstipendiatin des Historischen Kollegs München. Seit ihrer Emeritierung beschäftigt sie sich mit der Geschichte des Parlamentarismus in der Bundesrepublik Deutschland.

## Schriften (Auswahl)
Monographien
- England und der Donauraum. 1919–1929. Probleme einer europäischen Nachkriegsordnung (= Veröffentlichungen des Deutschen Historischen Instituts London. Bd. 3). Klett, Stuttgart 1976, ISBN 3-12-906850-3.
- Nationalsozialistische Sozialpolitik im Zweiten Weltkrieg. Oldenbourg, München 1985, ISBN 3-486-52801-7.
- Die Außenpolitik des Dritten Reiches (= Enzyklopädie Deutscher Geschichte. Bd. 8). 2. Auflage. Oldenbourg, München 2010, ISBN 978-3-486-59182-8 (Erstauflage Oldenbourg, München 1990, ISBN 3-486-55511-1).
- Geschichte der Bundesrepublik Deutschland. Beck, München 2002, ISBN 3-406-43315-4.
- Konrad Adenauer. Leben und Politik. Beck, München 2010, ISBN 978-3-406-58783-2.
- Parlamentarismus in der Bundesrepublik Deutschland. Der Deutsche Bundestag 1949–1969 (= Handbuch der Geschichte des deutschen Parlamentarismus). Droste, Düsseldorf 2018, ISBN 978-3-7700-5341-4.

Herausgeberschaften
- Parlamentarismus in Europa. Deutschland, England und Frankreich im Vergleich (= Schriften des Historischen Kollegs. Kolloquien. Bd. 60) Oldenbourg, München 2004, ISBN 978-3-486-56817-2 (Digitalisat).
- mit Andreas Schulz: Parlamentarismuskritik und Antiparlamentarismus in Europa (= Beiträge zur Geschichte des Parlamentarismus und der politischen Parteien. Bd. 175). Droste, Düsseldorf 2018, ISBN 978-3-7700-5336-0.